# Serradifalco
Serradifalco – miejscowość i gmina we Włoszech, w regionie Sycylia, w prowincji Caltanissetta.
Według danych na rok 2004 gminę zamieszkiwało 6420 osób, 156,6 os./km².

## Współpraca
Miejscowość partnerska:
- Colfontaine, Belgia